# Nematopodius nigromaculatus
Nematopodius nigromaculatus là một loài tò vò trong họ Ichneumonidae.